# 青柳村 (滋賀県)
青柳村（あおやぎむら）は、滋賀県高島郡にかつてあった村である。

## 地理
- 南側は琵琶湖に面する。

## 歴史
- 1889年（明治22年）4月1日 - 町村制施行に伴い高島郡青柳村、横江村、上小川村、下小川村が合併し、青柳村が発足。
- 1954年（昭和29年）11月3日 - 高島郡安曇町、広瀬村、本庄村と合併して、安曇川町となり消滅。

## 交通
村内に鉄道は通っていない。最寄り駅は江若鉄道安曇川駅であった。（現在は廃止）
（現在の最寄り駅は湖西線の安曇川駅だが、当時は未開業。）